# Chaos (film, 2005)
Pour les articles homonymes, voir Chaos.
Pour plus de détails, voir Fiche technique et Distribution.
Chaos est un film américain réalisé par Tony Giglio, sorti en 2005.

## Synopsis
À Seattle, un groupe de braqueurs, mené par Lorenz, commettent un braquage dans une banque et prennent en otage les clients et les employés. La police est dépêchée sur les lieux après le déclenchement d'une alarme et Lorenz les prévient qu'il ne veut négocier qu'avec l'inspecteur Quentin Conners, récemment suspendu de ses fonctions après une prise d'otages sur un pont qui a mal tourné, coûtant la vie à l'otage et qui a valu le renvoi de son coéquipier, York.
Son supérieur, le capitaine Jenkins, le réintègre dans ses fonctions, mais il est placé sous la surveillance d'un nouveau venu dans la brigade, le jeune inspecteur Shane Dekker. Chargé des négociations, Conners coupe le courant dans la banque afin qu'une unité de SWAT entre à l'intérieur, mais à la suite d'une fausse manœuvre de l'unité, la banque explose en provoquant des dégâts matériels et quelques blessés, ce qui cause la panique à l'extérieur et permet aux criminels de fuir.
Grâce aux vidéos des caméras des journalistes présents sur les lieux, la police parvient à identifier un criminel et à l'arrêter avec sa compagne dans leur appartement. Conners et Dekker découvrent des liasses d'argent, avec une solution parfumée pour marquer les billets, provenant d'un autre casse, qui étaient conservés dans les stockages de pièces à conviction de la police. La piste les mène vers l'inspecteur Bernie Callo, qui avait témoigné contre Conners et York à propos de la bavure, mais Callo est retrouvé mort à son domicile.
La police découvre qu'un virus a été installé sur un ordinateur pour prélever moins de 100 dollars sur des millions de comptes, afin de détourner discrètement un milliard de dollars à destination du compte des criminels. En se rendant chez un programmeur informatique mêlé au casse, Dekker et Conners découvrent son cadavre et aperçoivent Lorenz, qui tente de tuer Dekker, sauvé par Conners, avant de prendre la fuite. Une piste les mène également vers le frère du criminel de la prise d'otages sur le pont et ils localisent un lieu où se trouvent des membres du gang, dont Lorenz veut se débarrasser en faisant exploser la maison, explosion au cours de laquelle Conners est tué en tentant de les appréhender.
Bien que dévasté, Dekker reprend l'enquête et découvre que la signature de Callo attestant de sa présence au stock des pièces à convictions a été falsifiée et fait avouer à l'officier de garde que Lorenz est en réalité York, ivre de vengeance. Dekker le localise grâce à son portable et le tue avant qu'il ne puisse prendre la fuite. Mais Dekker va apprendre la vérité : grâce à un billet de banque de Conners utilisé pour payer un déjeuner, et qui est parfumé, et grâce à des preuves trouvées à son domicile, il comprend que Conners est toujours vivant et qu'il est derrière toute cette affaire. Alors que Dekker le recherche vainement à l'aéroport, Conners l'appelle sur son portable et lui explique les grandes lignes de son plan, puis il met fin à l'appel, se dirige nonchalamment vers un jet privé et décolle en sirotant du champagne.

## Fiche technique
- Titre : Chaos
- Réalisation et scénario : Tony Giglio
- Directeur de la photographie : Richard Greatrex
- Distribution des rôles : Heike Brandstatter et Coreen Mayrs
- Direction artistique : Nancy Ford et  Paolo G. Venturi
- Décors : Chris August
  - Décors de plateau : Terry Ewasiuk
- Costumes : Bobbie Read
- Montage : Sean Barton
- Musique : Trevor Jones
- Production : Gavin Wilding, Michael Derbas et Huw Penallt Jones
  - Coproduction : Michael A. Pierce
  - Production exécutive : David Bergstein et Steve Chasman
- Sociétés de production : Mobius International, Möbius Entertainment, Chaotic Productions, Chaotic Films, Epsilon Motion Pictures, Pierce/Williams Entertainment, Current Entertainment, Rampage Entertainment et Zero Gravity Management
- Sociétés de distribution :  TFM Distribution,  Lionsgate Home Entertainment
- Pays de production :  États-Unis,  Canada,  Royaume-Uni
- Tournage : 
  - Langue : anglais
  - Budget : 12 000 000 $
  - Période : 17 mars au 30 avril 2004
  - Extérieurs [1] :

— Vancouver, Colombie-Britannique (Canada)
— Burnaby, Colombie-Britannique (Canada)
— Seattle, Washington (États-Unis)
- Format : couleur — 35mm — 2,35:1 — son Dolby Digital, DTS et SDDS
- Genre : Policier, action et thriller
- Durée : 106 minutes
- Dates de sortie [2]:
  - France : 18 janvier 2006
  - États-Unis : 19 février 2008 (DVD)

## Distribution
- Jason Statham (VF : Boris Rehlinger) : Quentin Conners
- Wesley Snipes (VF : Thierry Desroses) : Lorenz / Scott Curtis / Jason York
- Ryan Phillippe (VF : Alexis Victor) : Shane Dekker
- Justine Waddell (VF : Marion Dumas) : l'inspectrice Teddy Galloway
- Henry Czerny (VF : Renaud Marx) : le capitaine Martin Jenkins
- Nicholas Lea (VF : Bruno Choel) : l'inspecteur Vincent Durano
- Jessica Steen (VF : Ivana Coppola) : Karen Cross
- Rob LaBelle : le patron de la banque
- John Cassini (en) : Bernie Callo
- Marc Damon Johnson : Brandon Dax
- Paul Perri : Harry Hume
- Keegan Connor Tracy (VF : Marie-Eugénie Maréchal) : Marnie Rollins
- Natassia Malthe : Gina Lopez
- Ty Olsson (VF : Antoine Tomé) : Damon Richards
- Terry Chen : Chris Lee
- Sage Stallone : Un inconnu

Source et légende : Version Française (V.F.) sur VoxoFilm

## Production

### Tournage
Le tournage a débuté le 17 mars 2004 et s'est déroulé à Vancouver, au Canada. Les scènes d'extérieur furent tournées à Seattle, Washington. La fin du tournage a eu lieu le 30 avril 2004.

## Accueil

### Box-office
Chaos n'a pas rencontré un succès commercial, puisqu'il totalise 7 000 248 $ de recettes au box-office mondial. Le film n'a pas été distribué en salles aux États-Unis, où il fut sorti directement en DVD, se vendant à 418 373 unités, soit plus de 5,9 millions de $.